# ميبانازين
ميبانازين هو مضاد اكتئاب استخدم في ستينات القرن الماضي فهو مثبط أكسيداز أحادي الأمين ومن مجموعة هيدرازين، لكن استخدامه قد توقف.